# Bamboo Blade
Bamboo Blade (バンブーブレード?, Banbū Burēdo) è un manga spokon dedicato al kendō, scritto da Masahiro Totsuka e disegnato da Aguri Igarashi. È stato serializzato dal 3 dicembre 2004 al 3 settembre 2010 sulla rivista Young Gangan di Square Enix e in seguito raccolto in 14 volumi tankōbon. Nel 2007 ne è stata tratta una serie televisiva anime in 26 episodi per la regia di Hisashi Saito, trasmessa dal 2 ottobre 2007 al 2 aprile 2008 sul canale TV Tokyo.
La Panini Comics ha annunciato l'uscita dell'edizione italiana dell'opera per l'autunno 2015, la cui pubblicazione è iniziata dall'8 ottobre dello stesso anno ed è terminata il 29 novembre 2018.

## Trama
Toraji Ishida è uno sfortunato istruttore di kendō delle scuole superiori, che viene sfidato da un suo ex collega, anch'egli istruttore di Kendō, ad una competizione tra le reciproche studentesse. Toraji, decide quindi di creare un gruppo di cinque ragazze e proprio in quel momento incontra Tamaki Kawazoe, una giovane studentessa praticante di Kendō molto talentuosa.

## Media

### Manga
| Nº | Data di prima pubblicazione | Data di prima pubblicazione | Data di prima pubblicazione |
| Nº | Giapponese                  | Giapponese                  | Italiano                    |
| -- | --------------------------- | --------------------------- | --------------------------- |
| 1  | 24 settembre 2005           | ISBN 978-4-7575-1530-7      | 10 ottobre 2015             |
| 2  | 25 gennaio 2006             | ISBN 978-4-7575-1611-3      | 12 dicembre 2015            |
| 3  | 25 luglio 2006              | ISBN 978-4-7575-1723-3      | 13 febbraio 2016            |
| 4  | 25 dicembre 2006            | ISBN 978-4-7575-1838-4      | 16 aprile 2016              |
| 5  | 25 aprile 2007              | ISBN 978-4-7575-1997-8      | 16 giugno 2016              |
| 6  | 25 settembre 2007           | ISBN 978-4-7575-2122-3      | 11 agosto 2016              |
| 7  | 25 dicembre 2007            | ISBN 978-4-7575-2185-8      | 13 ottobre 2016             |
| 8  | 25 marzo 2008               | ISBN 978-4-7575-2241-1      | 9 dicembre 2016             |
| 9  | 25 settembre 2008           | ISBN 978-4-7575-2385-2      | 13 aprile 2017              |
| 10 | 24 gennaio 2009             | ISBN 978-4-7575-2477-4      | 10 agosto 2017              |
| 11 | 25 giugno 2009              | ISBN 978-4-7575-2595-5      | 7 dicembre 2017             |
| 12 | 25 novembre 2009            | ISBN 978-4-7575-2730-0      | 29 marzo 2018               |
| 13 | 25 maggio 2010              | ISBN 978-4-7575-2880-2      | 9 agosto 2018               |
| 14 | 25 novembre 2010            | ISBN 978-4-7575-3074-4      | 29 novembre 2018            |

### Anime
| Nº | Giapponese 「Kanji」 - Rōmaji                                      | In onda          | In onda |
| Nº | Giapponese 「Kanji」 - Rōmaji                                      | Giapponese       |         |
| 1  | 「竹ぼうきと正義の味方」 - Takebōki to seigi no mikata             | 1º ottobre 2007  |         |
| 2  | 「ブレードブレイバーとお弁当」 - Burēdo bureibā to obentō          | 8 ottobre 2007   |         |
| 3  | 「ブラックとブルー」 - Burakku to burū                             | 15 ottobre 2007  |         |
| 4  | 「ピンクとブルー」 - Pinku to burū                                 | 22 ottobre 2007  |         |
| 5  | 「室江高と町戸高」 - Muroe kō to machido kō                        | 29 ottobre 2007  |         |
| 6  | 「川添珠姫と遅刻の武礼葉」 - Kawazoe tamaki to chikoku no bureibā  | 5 novembre 2007  |         |
| 7  | 「寿司とメンチカツ」 - Sushi to menchikatsu                        | 12 novembre 2007 |         |
| 8  | 「タマちゃんとアルバイト」 - Tama-chan to arubaito                 | 19 novembre 2007 |         |
| 9  | 「運命の分岐点」 - Kojirō to unmei no bunkiten                     | 26 novembre 2007 |         |
| 10 | 「宮崎都の憂鬱と初大会」 - Miyazaki miyako no yūutsu to hajitaikai | 3 dicembre 2007  |         |
| 11 | 「アニメーションとドリーム」 - Animēshon to dorīmu                 | 10 dicembre 2007 |         |
| 12 | 「東の事情とメイの事情」 - Azuma no jijō to mei no jijō            | 17 dicembre 2007 |         |
| 13 | 「先生たちと生徒たち」 - Senseitachi to seitotachi                 | 24 dicembre 2007 |         |
| 14 | 「さとりんの決意ともぎゅもぎゅ」 - Satorin no ketsui to mogyumogyu | 7 gennaio 2008   |         |
| 15 | 「初合宿と初銭湯」 - Hatsugasshuku to hatsusentō                   | 14 gennaio 2008  |         |
| 16 | 「キリノの欠席と予選大会」 - Kirino no kesseki to yosen taikai     | 21 gennaio 2008  |         |
| 17 | 「光と陰」 - Hikari to kage                                        | 28 gennaio 2008  |         |
| 18 | 「大会とその後の室江高」 - Taikai to sonogo no muroe kō            | 4 febbraio 2008  |         |
| 19 | 「アルマジロとセンザンコウ」 - Arumajiro to senzankō               | 11 febbraio 2008 |         |
| 20 | 「ブレイバーとシナイダー」 - Bureibā to shinaidā                   | 18 febbraio 2008 |         |
| 21 | 「川添珠姫と鈴木凛」 - Kawazoe tamaki to suzuki rin                | 25 febbraio 2008 |         |
| 22 | 「敗者と勝者」 - Haisha to shōsha                                  | 3 marzo 2008     |         |
| 23 | 「嘘と沈黙」 - Uso to chinmoku                                     | 10 marzo 2008    |         |
| 24 | 「剣と道」 - Ken to michi                                          | 17 marzo 2008    |         |
| 25 | 「剣道とそれがもたらすもの」 - Kendō to sore ga motarasumono       | 24 marzo 2008    |         |
| 26 | 「"それから"と"これから"」 - Sorekara to korekara                  | 31 marzo 2008    |         |

## Doppiaggio
- Hōko Kuwashima: Miyako Miyazaki
- Katsuyuki Konishi: Toraji Ishida, Red Braver
- Megumi Toyoguchi: Kirino Chiba
- Rina Satō: Satomi Azuma
- Ryō Hirohashi: Tamaki Kawazoe
- Sachiko Kojima: Sayako Kuwahara
- Akira Ishida: Danjūrō Eiga
- Daisuke Sakaguchi: Yūji Nakata
- Kaori Nazuka: Mei Ogawa
- Maaya Sakamoto: Rin Suzuki
- Mai Nakahara: Reimi Odajima
- Tetsu Inada: Kenzaburō Ishibashi, Death Armor
- Aika Fujiha: Kawaguchi
- Atsushi Imaruoka: Toyama
- Azumi Asakura: Takahashi
- Banjō Ginga: Narration
- Chiwa Saitō: Shinobu Toyama
- Daisuke Matsuoka: Ozawa
- Fumie Mizusawa: Aoki
- Hideyuki Hori: Shinaider
- Hinako Sasaki: Yoshikawa-sensei
- Hirofumi Nojima: Takachiho Suginokuji
- Jūrōta Kosugi: Padre di Toraji
- Kanako Hirano: Madre di Kirino, Toujou High Advisor
- Katsumi Chō: Padre di Tamaki
- Kayo Sakata: Suzushiro
- Kazuko Kojima: Muscular Girl, Nozomi
- Kei Shindō: Konatsu Harada
- Keiko Han: Madre di Toraji
- Kenji Nojima: Ano Kiyomura
- Kiyomi Yazawa: Maya Yokoh
- Kōji Watanabe: Hayami
- Kōzō Dōzaka: Padre di Reimi
- Kujira: Madre di Reimi
- Kyosuke Suzuki: Bike Guy, Male Student B, Matsugi, Young Man A
- Masaki Makiguchi: Iguchi
- Masayuki Omoro: Direttore
- Mayuko Omimura: Yūri Andō
- Mika Teratani: Receptionist B
- Mitsuhiro Sakamaki: Assistant Director, Chief Umpire, Male Student A, Math Teacher, Mysterious Person, Oden Shopkeeper, Sugimoto
- Natsuko Mori: Karen Nishiyama
- Richa Kazama: School Girl B
- Riki Kitazawa: Nobu-chan
- Saki Kondō: Akemi Asakawa
- Sanae Kobayashi: Carrie Nishikawa
- Sayaka Narita: School Girl A
- Sayaka Ōhara: Moo Moo House Manager
- Shinji Ogawa: Tadaaki Hayashi
- Tae Okajima: Satou, Toujou Girl A
- Takashi Nagasako: Sakaguchi
- Teruaki Ogawa: Cosmo One
- Tomoko Nakamura: Nomura
- Tsubasa Takanohashi: Takasugi, Young Man B
- Tsubasa Yonaga: Fujimura
- Yoshinori Fujita: Makoto Iwasa
- Yuka Harui: Receptionist A
- Yū Asakawa: Konishi
- Yūichi Ishigami: Iwasa